# 크리스티나 세이어스
크리스티나 세이어스(Chrystina Sayers, 1987년 8월 14일 ~ )는 미국의 가수, 걸 그룹 걸리셔스의 멤버였다.